# 罗特格莱科尔韦拉
罗特格莱科尔韦拉，是西班牙巴伦西亚自治区巴伦西亚省的一个市镇。总面积6平方公里，总人口1000人（2001年），人口密度167人/平方公里。